# Chirita shuii
Chirita shuii är en tvåhjärtbladig växtart som beskrevs av Z.Y. Li. Chirita shuii ingår i släktet Chirita och familjen Gesneriaceae. Inga underarter finns listade i Catalogue of Life.